# FC Wien

Abzeichen des FC Wien von 1933 bis 1973 (?)
Der FC Wien war ein Fußballverein aus dem 10. Wiener Gemeindebezirk Favoriten. Gegründet wurde er 1914 als SC Nicholson, als Hommage an den großen Pionier des österreichischen Fußballs Mark „M. D.“ Nicholson, Anfang 1933 wurde er in FC Wien umbenannt. Insgesamt spielte der Verein zwischen 1928 und 1958 27 Saisonen in der höchsten Spielklasse, wobei der zweite Rang von 1942 die beste Platzierung war. 1973 wurde der Verein aufgrund wirtschaftlicher Schwierigkeiten aufgelöst. Zu den bekanntesten Spielern der Vereinsgeschichte zählen der Tormann Walter Zeman, der spätere Teamchef Karl Stotz sowie der nachmalige Nationalmannschaftskapitän Erich Obermayer, der aus der Jugend des FC Wien hervorging.
1983 wurde ein erster Versuch einer Neugründung des FC Wien unternommen. Der Verein blieb unbedeutend und entschwand 2006 nach einer Fusion mit dem FC 1980 Wien Sisyphos zum FC 1980 Wien. 2007 kam es unter Berufung auf die Tradition des historischen FC Wien neuerlich zur Gründung eines gleichnamigen unterklassigen Fußballvereins. 

## Geschichte

### 1914: Gründung als SC Nicholson
Abzeichen des SC Nicholson von 1914 bis 1933
Der FC Wien wurde am 18. Jänner 1914 unter dem Namen Sportclub Nicholson gegründet. Namenspatron des Vereins war der für die österreichische Fußballgeschichte höchst eminente ehemalige englische Professional M.D. Nicholson, der um die Jahrhundertwende beim First Vienna FC 1894 als Spieler und Trainer wirkte. In Anlehnung an den Döblinger Verein legte der SC Nicholson auch die Vereinsfarben mit Blau-Gelb fest.
Bereits in der Spielsaison 1925 nahm der Verein an der neu gebildeten professionellen Zweiten Liga teil. Nach zwei Vizemeistertiteln in Folge gewannen die Wiener 1928 den Meistertitel und stiegen in die höchste Spielklasse Österreichs, die 1. Klasse, auf. In den folgenden Jahren fand sich der Verein stets im Mittelfeld der Tabelle.

### 1933–1942: Umbenennung in FC Wien und Vizemeistertitel
Im Februar 1933 erfolgte die Umbenennung in FC Wien und der Wechsel der Vereinsfarben auf Rot-Weiß. In der Spielsaison 1938 erreichte der FC Wien den 7. Platz und stieg ab, da durch die Einführung einer gesamtösterreichischen Liga in diesem Jahr gleich vier Wiener Vereine zugunsten der neuen Klubs aus den Bundesländern absteigen mussten. In der Bezirksklasse Wien A konnte der FC Wien aber sehr deutlich durchsetzen. Ungeschlagen qualifizierte sich der FC Wien mit einem Sieg über den Meister der Bezirksklasse Wien B, WAC Schwarz-Rot für die Aufstiegsrunde, in der er alle sechs Spiele gewann. In den nächsten Saisonen fanden sich die Wiener zwar nur in der unteren Tabellenhälfte der damaligen Gauliga Ostmark wieder – im Spieljahr 1941/42 erzielte der FC Wien mit dem überraschenden Vizemeistertitel der Ostmark den größten Erfolg der Vereinsgeschichte.

### Abstieg 1958 und Auflösung 1973
In der Folgezeit konnte sich der Verein wieder im Mittelfeld der Liga etablieren, kämpfte allerdings seit Beginn der 1950er Jahre zunehmend mit dem Abstieg. Im Jahre 1956 musste der FC Wien schließlich unglücklich – nur aufgrund eines schlechteren Torverhältnisses gegenüber dem Tabellenzwölften FC Stadlau – aus der Staatsliga absteigen. Als Tabellenzweiter im nächsten Jahr in der Staatsliga B konnte der FC Wien an der Aufstiegsrunde teilnehmen und schaffte durch einen Sieg gegen SC Schwarz-Weiß Bregenz den sofortigen Wiederaufstieg, stieg aber 1958 umgehend wieder ab. Es folgten einige Jahre in der zweitklassigen Staatsliga B und der Regionalliga Ost. 1966 schaffte der FC Wien nach mehrmaligen zweiten Plätzen den Wiederaufstieg in die Regionalliga Ost. Nach dem Abstieg 1973 löste sich der Verein aufgrund wirtschaftlicher Probleme auf. Der Platz in der Gußriegelstraße wurde aufgegeben und dann verbaut.
In den 1950er Jahren wurde eine Single von der Polizeimusik Wien unter der Leitung von Otto Altenburger mit einem „FC Wien Marsch“, geschrieben von Kurt Svab, veröffentlicht.

### Neugründung 1983–2006
Logo des FC Wien 1983 bis 2006 und 2006
Im Jahre 1983 wurde der FC Wien neu gegründet. Der Verein nahm den Spielbetrieb in der seinerzeit niedrigsten österreichischen Liga, der achtklassigen Wiener 3. Klasse A, auf. 1988 gelang der Aufstieg in die 2. Klasse A. Nach einer Fusion mit dem Verein SV Peter Bus 1992 stieg der FC Wien in die 1. Klasse A auf, in der der Verein bis 2006 spielte. Im Jahr 2006 schloss sich der FC Wien dem FC 1980 Wien Sisyphos – der selbst 1995 aus einer Fusion der Vereine FC 1980 Wien und SK Sisyphos 2000 entstand – unter dem Namen FC 1980 Wien an. Der Verein, der die Traditionen des historischen FC Wien nicht fortsetzt, spielt seit 2022/23 in der „Wiener Stadtliga“.
Der Verein trägt seine Heimspiele auf der dieser Tage 1980 Wien Arena genannten Sportanlage Franz Koci in der gleichnamigen Straße aus, die der FC Wien beim Anschluss einbrachte.

### Neugründung 2007
Logo des FC Wien seit 2007
Am 14. März 2007 wurde erneut ein Verein mit dem Namen FC Wien gegründet, der sich auf die Traditionen des FC Wien beruft. Er begreift sich als "Sport- und gleichzeitig Freizeitverein". Der FC Wien spielte ursprünglich in der Diözesansportgemeinschaft im Wiener Fußballverband, betreibt aber seit 2012 keinen wettbewerbsmäßigen Sport mehr. 2011 zählte der Verein 25 Mitglieder, davon 18 "Vollmitglieder". Seit 2010 unterhält der Verein bei Dakar die Fußballakademie „FC Wien Académie Lakalé“, die arme Kinder fördert.

## Erfolge
- 1 × Österreichischer Vizemeister: 1942
- 1 × Meister Zweite Liga (2. Spielstufe): 1928
- 1 × Meister Bezirksklasse Wien A (2. Spielstufe): 1939